# Statue de saint Nicodème (Saint-Nicodème)
La statue de Saint Nicodème de l'église Saint-Nicodème à Saint-Nicodème, une commune du département des Côtes-d'Armor dans la région Bretagne en France, est une statue de saint Nicodème datant vers 1600. La sculpture en bois peint a été inscrite monument historique au titre d'objet le 24 mars 1976.
Inscription (sur le socle) : St NICODEME. »